# Liste der Kulturdenkmäler in Starkenburg (Mosel)
In der Liste der Kulturdenkmäler in Starkenburg sind alle Kulturdenkmäler der rheinland-pfälzischen Ortsgemeinde Starkenburg aufgeführt. Grundlage ist die Denkmalliste des Landes Rheinland-Pfalz (Stand: 10. August 2023).

## Einzeldenkmäler
| Bezeichnung         | Lage                                     | Baujahr                            | Beschreibung                                                                             | Bild                           |
| ------------------- | ---------------------------------------- | ---------------------------------- | ---------------------------------------------------------------------------------------- | ------------------------------ |
| Hofanlage           | Im Haag 2 Lage                           | 19. Jahrhundert                    | Mansarddachbau, 19. Jahrhundert, Scheune                                                 | BW                             |
| Wohnhaus            | Im Haag 3 Lage                           | 18. Jahrhundert                    | Fachwerkhaus, teilweise massiv und verputzt, 18. Jahrhundert (?)                         | BW                             |
| Quereinhaus         | Lorettastraße 7 Lage                     | zweite Hälfte des 19. Jahrhunderts | Fachwerk-Quereinhaus, teilweise massiv, zweite Hälfte des 19. Jahrhunderts               | BW                             |
| Quereinhaus         | Lorettastraße 17 Lage                    | 1875                               | Fachwerk-Quereinhaus, teilweise massiv, bezeichnet 1875, Fachwerkstall                   | BW                             |
| Ruine Starkenburg   | Schloßstraße Lage                        | 12. Jahrhundert                    | Reste der mindestens ins 12. Jahrhundert zurückgehenden Burganlage; sogenannter Zollturm | Fotos hochladen                |
| Ortsbefestigung     | Schloßstraße, zwischen Nr. 5 und 16 Lage |                                    | Reste der ehemals mit der Burg verbundenen Ummauerung                                    | BW                             |
| Evangelische Kirche | Schloßstraße 16 Lage                     | 1764                               | kleiner Saalbau, 1764                                                                    | weitere Bilder Fotos hochladen |
| Wohnhaus            | Schloßstraße 17 Lage                     | 1893                               | dreiachsiges Zeilenwohnhaus, bezeichnet 1893, im Kern eventuell älter                    | BW                             |
| Spritzenhaus        | Sponheimer Straße 1 Lage                 | 1857                               | Bruchsteinbau, 1857                                                                      | BW                             |
| Wegekreuz           | Sponheimer Straße, bei Nr. 1 Lage        | um 1900                            | gotisierendes Wegekreuz, um 1900                                                         | BW                             |
| Backhaus            | Sponheimer Straße, gegenüber Nr. 3 Lage  | zweite Hälfte des 19. Jahrhunderts | Bruchsteinbau, wohl aus der zweiten Hälfte des 19. Jahrhunderts                          | BW                             |
| Brunnenhaus         | Sponheimer Straße, gegenüber Nr. 3 Lage  | 1867                               | Bruchstein-Brunnenhaus, 1867                                                             | BW                             |
| Oberes Backhaus     | Sponheimer Straße, bei Nr. 8 Lage        | 1858                               | Bruchsteinbau, 1858                                                                      | BW                             |